# AJ Auxerre
Die Association de la Jeunesse Auxerroise ist ein französischer Fußballverein aus dem burgundischen Auxerre. Größter Erfolg des Vereins war der Gewinn der französischen Meisterschaft 1996.

## Geschichte
Die Association de la Jeunesse Auxerroise wurde am 29. Dezember 1905 durch den katholischen Geistlichen Abbé Ernest-Théodore Valentin Deschamps in der burgundischen Kleinstadt Auxerre gegründet. Die Vereinsfarben sind in Anlehnung an die Jungfrau Maria in weiß und königsblau gehalten, das Wappen zeigt mit dem Malteserkreuz das Symbol der christlichen Jugendbewegung. Zunächst gehörte AJA, wie der Klub kurz genannt wird, zum katholischen Fußballverband Fédération Gymnastique et Sportive des Patronages Français (FGSPF) und erreichte 1908 dessen Verbandsmeisterschaftsfinale, das sie allerdings verloren. 1917 nahm die AJ Auxerre, als eine von 48 Mannschaften, an der ersten Austragung der Coupe de France teil, schied jedoch bereits in der ersten Runde aus. Kurz vor dem Ende des Ersten Weltkriegs, am 13. Oktober 1918, bezog der Verein das neu errichtete Stade de l’Abbé-Deschamps. Das Stadion hat mittlerweile ein Fassungsvermögen von 18.541 Zuschauern und ist nach dem Vereinsgründer benannt. Im Jahr 1920 wurde die AJ Auxerre Mitglied der nationalen Fédération Française de Football (FFF) und spielte in den kommenden Jahren in regionalen Fußballligen des Départements Yonne sowie der Region Burgund. Während des Zweiten Weltkriegs und der deutschen Besatzung in Frankreich, bestand der Klub fort.
Außerdem ist der Name des Kleinstadtvereins aus der Bourgogne dauerhaft verknüpft mit Guy Roux, der den Verein, für den er auch selbst gespielt hat, mit minimalen Unterbrechungen von 1961 bis 2005 trainierte. Diese 44 Jahre gelten als „Rekord für die Ewigkeit“.
Auf der europäischen Bühne erreichte die AJA in der Saison 1992/93 das Halbfinale im UEFA-Cup und 1996/97 das Viertelfinale der UEFA Champions League; in beiden Wettbewerben unterlag sie Borussia Dortmund.
Im Sommer 2016 erwarb der chinesische Verpackungskonzern ORG Packaging für 7 Millionen Euro 60 % der Anteile an AJA Football SAOS von der bisherigen Mehrheitsgesellschafterin AJAXXL Capital SA, die von Corinne Vollet-Limido (Witwe des 2015 verstorbenen Bankiers Emmanuel Limido) kontrolliert wird. Der andere Anteilhalter am Club, der Verein AJ Auxerre Football, muss noch zustimmen.

### Ligazugehörigkeit
Die AJ Auxerre erreichte erstmals 1974 die Division 2 und 1980 die höchste Spielklasse (Division 1, inzwischen Ligue 1), in der sie sich erfolgreich behauptete, bis sie 2012 – nach 32 Jahren − abstieg. Im Jahr 2022 gelang der Mannschaft in der Relegation gegen den Rekordmeister AS Saint-Étienne der Wiederaufstieg in die Ligue 1.

### Logohistorie

Aktuell

## Nachwuchsarbeit
Bei AJ Auxerre wird Nachwuchsarbeit großgeschrieben und hat dazu geführt, dass kein anderer französischer Verein sich häufiger in die Siegerliste der Coupe Gambardella eintrug; die AJA hat diesen A-Jugend-Pokal siebenmal gewonnen (1982, 1985, 1986, 1993, 1999, 2000 und 2014). Sie ist zudem seit der Jahrtausendwende als einziger Klub Frankreichs durchgehend mit insgesamt vier Mannschaften in den sechs höchsten Spielklassen vertreten. Der Verein hält sich durch den Verkauf eigener Talente finanziell dauerhaft über Wasser.

## Erfolge
- Französischer Meister: 1996
- Französischer Pokalsieger: 1994, 1996, 2003, 2005 (und Finalist 1979, 2015)
- Europapokale: Intertotopokalsieger 1997
- Alpenpokal: 1985, 1987

## Aktueller Kader 2024/25
Stand: 5. Mai 2025
| Nr.        | Nat.                | Name                | Geburtstag | im Verein seit | Vertrag bis |     |
| Tor        | Tor                 | Tor                 | Tor        | Tor            | Tor         | Tor |
| ---------- | ------------------- | ------------------- | ---------- | -------------- | ----------- | --- |
| 16         | Franzosisch-Guayana | Donovan Léon        | 03.11.1992 | 2020           | 2025        |     |
| 30         | Frankreich          | Tom Negrel          | 13.04.2003 | 2024           | 2026        |     |
| 37         | Frankreich          | Raphaël Adiceam     | 03.07.1990 | 2023           | 2025        |     |
| 40         | Frankreich          | Théo De Percin      | 02.02.2001 | 2021           | 2028        |     |
| Abwehr     |                     |                     |            |                |             |     |
| 03         | Nigeria             | Gabriel Osho        | 14.08.1998 | 2024           | 2025        |     |
| 04         | Brasilien           | Jubal               | 29.08.1993 | 2020           | 2025        |     |
| 12         | Norwegen            | Fredrik Oppegård    | 07.08.2002 | 2025           | 2028        |     |
| 14         | Ghana               | Gideon Mensah       | 18.07.1998 | 2022           | 2026        |     |
| 20         | Elfenbeinküste      | Sinaly Diomandé     | 09.04.2001 | 2024           | 2027        |     |
| 23         | Niederlande         | Ki-Jana Hoever      | 18.01.2002 | 2024           | 2025        |     |
| 24         | Frankreich          | Ange Loïc N’Gatta   | 11.12.2003 | 2023           | 2025        |     |
| 26         | Frankreich          | Paul Joly           | 07.06.2000 | 2021           | 2027        |     |
| 92         | Elfenbeinküste      | Clément Akpa        | 24.11.2001 | 2022           | 2027        |     |
| Mittelfeld |                     |                     |            |                |             |     |
| 08         | Frankreich          | Nathan Buayi-Kiala  | 29.02.2004 | 2023           | 2026        |     |
| 18         | Senegal             | Assane Dioussé      | 20.09.1997 | 2023           | 2026        |     |
| 21         | Elfenbeinküste      | Lasso Coulibaly     | 28.06.2004 | 2024           | 2028        |     |
| 25         | Elfenbeinküste      | Hamed Junior Traorè | 16.02.2000 | 2024           | 2025        |     |
| 27         | Frankreich          | Kévin Danois        | 28.06.2004 | 2022           | 2028        |     |
| 29         | Frankreich          | Ben Viadere         | 02.09.2005 | 2024           | 2026        |     |
| 42         | Ghana               | Elisha Owusu        | 07.11.1997 | 2023           | 2027        |     |
| 77         | Elfenbeinküste      | Aristide Zossou     | 07.11.1997 | 2024           | 2029        |     |
| 80         | Frankreich          | Han-Noah Massengo   | 07.07.2001 | 2025           | 2025        |     |
| Sturm      |                     |                     |            |                |             |     |
| 09         | Kanada              | Theo Bair           | 27.08.1999 | 2024           | 2028        |     |
| 10         | Frankreich          | Gaëtan Perrin       | 07.06.1996 | 2021           | 2026        |     |
| 11         | Niederlande         | Eros Maddy          | 05.02.2001 | 2023           | 2027        |     |
| 17         | Mali                | Lassine Sinayoko    | 08.12.1999 | 2019           | 2026        |     |
| 19         | Frankreich          | Florian Ayé         | 19.01.1997 | 2023           | 2026        |     |
| 45         | Japan               | Ado Onaiwu          | 08.11.1995 | 2023           | 2026        |     |

## Ehemalige Spieler
- Kanga Akalé (2003–2007)
- Gérald Baticle (1991–1995, 1998–1999)
- Joël Bats (1980–1985)
- Laurent Blanc (1995–1996)
- Basile Boli (1980–1992)
- Jean-Alain Boumsong (2000–2004)
- Éric Cantona (1983–1988)
- Djibril Cissé (1998–2004)
- Lionel Charbonnier (1987–1998)
- Benoît Cheyrou (2004–2007)
- Christophe Cocard (1987–1996)
- Fabien Cool (1992–2007)
- Dominique Cuperly (1975–1985)
- Frédéric Darras (1987–1992)
- Bernard Diomède (1992–2000)
- Khalilou Fadiga (2000–2003)
- Amdy Faye (1998–2003)
- Jean-Marc Ferreri (1979–1986, 1991–1992)
- Patrice Garande (1981–1986)
- Alain Goma (1990–1998)
- Stéphane Grichting (2002–2012)
- Raphaël Guerreiro (1986–1995)
- Stéphane Guivarc’h (1995–1996, 1997–1998, 1999–2001)
- Thomas Kahlenberg (2005–2009)
- Kálmán Kovács (1989–1991)
- Bonaventure Kalou (2003–2005)
- Olivier Kapo (1999–2004)
- Josef Klose (1978–1981)
- Yann Lachuer (1993–1998, 2001–2006)
- Sabri Lamouchi (1994–1998)
- Lilian Laslandes (1992–1997)
- Steve Marlet (1996–2000)
- Bruno Martini (1985–1995)
- Corentin Martins (1991–1996)
- Lionel Mathis (2001–2007, 2016–2017)
- Philippe Mexès (1999–2004)
- Daniel Niculae (2006–2010)
- Benoît Pedretti (2006–2011)
- Johan Radet (1996–2007)
- Bacary Sagna (2004–2007)
- Enzo Scifo (1989–1991)
- Franck Silvestre (1993–1998)
- Andrzej Szarmach (1980–1985)
- Marian Szeja (1974–1980)
- Teemu Tainio (1997–2005)
- Pascal Vahirua (1985–1995)
- Frank Verlaat (1992–1995)
- Philippe Violeau (1993–1997, 2003–2006)
- Taribo West (1993–1997)

## Trainerhistorie
| Zeitraum  | Name                                   |
| --------- | -------------------------------------- |
| 1961–1962 | Guy Roux                               |
| 1962–1964 | Jean-Claude Gagneux, Jacques Chevalier |
| 1964–2000 | Guy Roux                               |
| 2000–2001 | Daniel Rolland                         |
| 2001–2002 | Alain Fiard                            |
| 2001–2005 | Guy Roux                               |
| 2005–2006 | Jacques Santini                        |
| 2006–2011 | Jean Fernandez                         |
| 2011–2012 | Laurent Fournier                       |
| 2012      | Jean-Guy Wallemme                      |
| 2012–2014 | Bernard Casoni                         |
| 2014–2016 | Jean-Luc Vannuchi                      |
| 2016      | Viorel Moldovan                        |
| 2016–2017 | Cédric Daury                           |
| 2017      | Francis Gillot                         |
| 2017–2017 | Pablo Correa                           |
| 2019      | Cédric Daury                           |
| 2019–2022 | Jean-Marc Furlan                       |
| 2022      | Michel Padovani                        |
| seit 2022 | Christophe Pélissier                   |